# Hochschule Hedmark

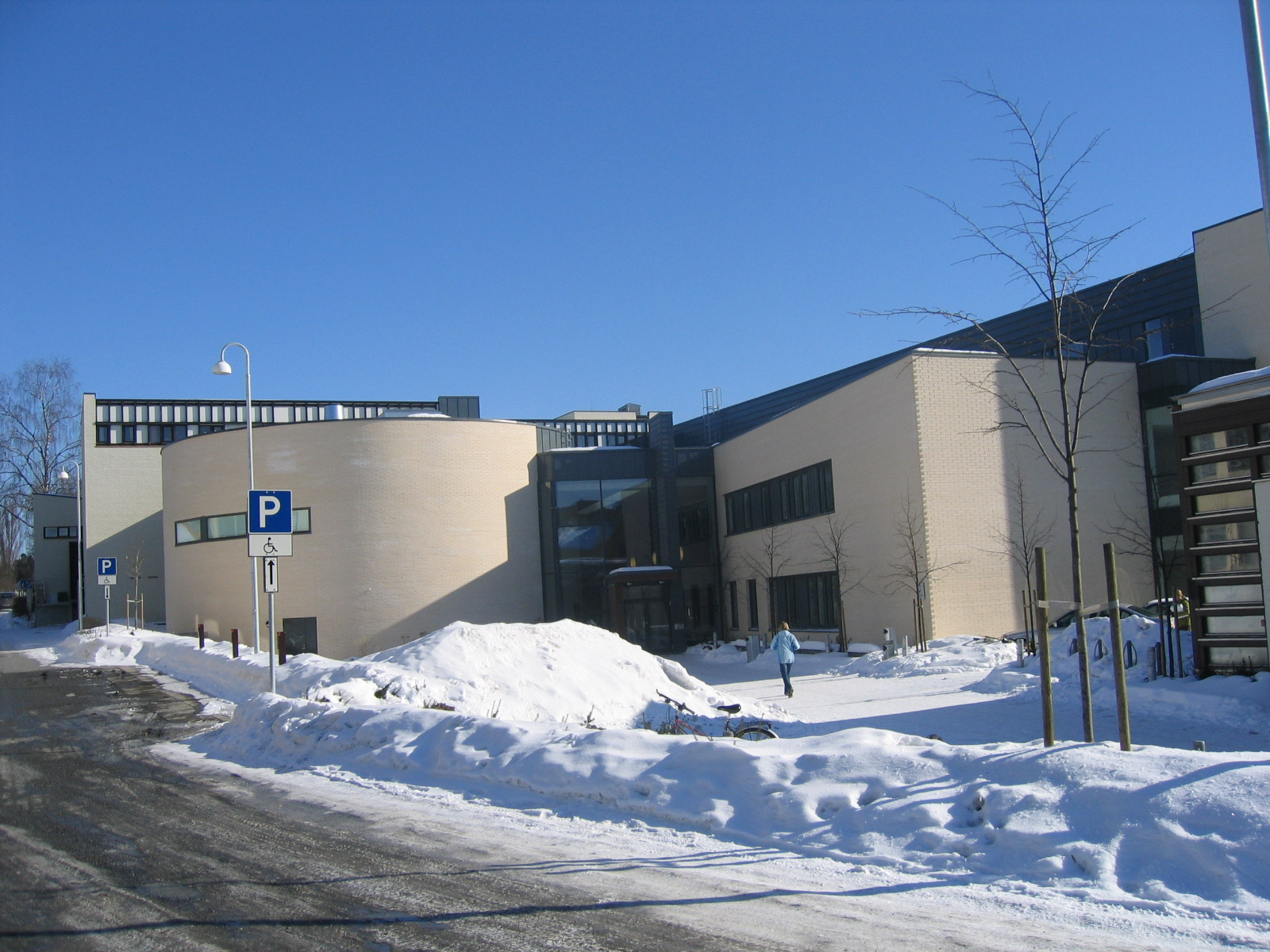
Hochschule Hedmark

Die Hochschule Hedmark (norwegisch: Høgskolen i Hedmark) – kurz HH – war eine staatliche Hochschule in den norwegischen Städten Hamar und Elverum (Provinz Innlandet) mit rund 3700 Studenten und 400 Angestellten (2006).
Die Hochschule Hedmark wurde am 1. August 1994 gegründet und gliederte sich in fünf Fakultäten. Sie wurde 2017 mit der Hochschule Lillehammer fusioniert.